# Reproterolo
Reproterolo è un composto, spesso commercializzato come sale dell'acido tartarico, a breve durata d'azione, con attività di tipo agonista selettivo sui recettori β2-adrenergici. Come farmaco viene utilizzato per ridurre il broncospasmo in alcune condizioni patologiche quali l'asma e la broncopneumopatia cronica ostruttiva.

## Farmacodinamica
Reproterolo è una molecola adrenergica, un agonista selettivo dei recettori β2-adrenergici, particolarmente diffusi a livello della muscolatura liscia bronchiale. La stimolazione di questi recettori da parte del farmaco comporta un incremento dell'AMP ciclico endocellulare.
Questo aumento di AMP ciclico porta all'attivazione della protein chinasi A, la quale inibisce la fosforilazione della miosina e riduce la concentrazione intracellulare di calcio ionico, con conseguente rilassamento e determinazione di un effetto di tipo broncodilatatore con risoluzione del broncospasmo.

## Usi clinici
Il farmaco viene utilizzato nel trattamento del broncospasmo associato all'asma bronchiale e ad altre patologie che comportano occlusione delle vie respiratorie, come ad esempio la broncopneumopatia cronica ostruttiva. Può essere utilizzato nella prevenzione del broncospasmo associato all'esercizio fisico.

## Effetti collaterali ed indesiderati
Tra gli effetti collaterali più comuni si segnalano cefalea, ansia, palpitazioni e cardiopalmo, secchezza delle fauci, crampi muscolari. In diversi pazienti reproterolo può comportare la comparsa di tremori fini a carico della muscolatura scheletrica, in genere più facilmente evidenziabili alle mani. Questo effetto avverso, tipico e comune a tutti gli stimolanti beta-adrenergici, è in stretta relazione con la dose.

## Controindicazioni
Il farmaco è controindicato nei soggetti con ipersensibilità nota al principio attivo oppure ad uno qualsiasi degli eccipienti della formulazione farmaceutica. La molecola dovrebbe essere somministrata con particolare cautela nei soggetti con precedenti di tireotossicosi, malattie cardiovascolari, diabete mellito, insufficienza renale o epatica.

## Sovradosaggio
I segni e sintomi in corso di sovradosaggio da reproterolo sono eventi generalmente transitori, dovuti all'azione del farmaco sui recettori β-agonisti. A seguito di sovradosaggio di reproterolo si può verificare ipokaliemia e ne consegue la necessità di monitorare i livelli sierici del potassio.

## Interazioni
- Simpaticomimetici: è opportuno non co-somministrare reproterolo ed altri medicinali con attività simpaticomimetica per la possibilità che si verifichi un potenziamento dei rispettivi effetti farmacologici.
- Inibitori delle monoamino ossidasi e antidepressivi triciclici: la somministrazione di reproterolo richiede grande cautela in pazienti in terapia con inibitori delle MAO o antidepressivi triciclici o che hanno interrotto la terapia antidepressiva da meno di 2 settimane, poiché l'azione di reproterolo sul sistema cardiovascolare può essere potenziata da tali farmaci.

## Stereochimica
Reproterol è  chiral, quindi contiene uno stereocentro. Ci sono quindi due enantiomeri, la ( R ) - forma e la ( S ) - forma. Le preparazioni commerciali contenenti la droga come racemica (1: 1 miscela di enantiomeri).
| Enantiomeri del reproterolo | Enantiomeri del reproterolo |
| --------------------------- | --------------------------- |
| CAS-Nummer: 210710-33-1     | CAS-Nummer: 210710-34-2     |